# Javier Patiño
Javier Patiño Lachica (San Sebastián de los Reyes, 14 febbraio 1988) è un ex calciatore spagnolo naturalizzato filippino, di ruolo attaccante.

## Biografia
Patiño è nato a San Sebastián de los Reyes, un comune spagnolo situato nella comunità autonoma di Madrid, da padre spagnolo e madre filippina, originaria di Dumanjug, Cebu.
Sin dagli anni in Spagna è stato soprannominato Patigol, in onore del suo modello di riferimento Gabriel Batistuta.

## Carriera

### Club
Il 21 gennaio 2015 si trasferisce nella Chinese Super League presso lo Henan Jianye. Esordisce l'8 marzo contro il Tianjin Teda FC, mettendo a segno una doppietta in una vittoria casalinga per 3-1.

### Nazionale
Patiño viene scoperto dalla Philippine Football Federation su segnalazione di Juan Luis Guirado, già membro della Nazionale filippina. Le origini spagnole del giocatore avrebbero permesso anche le chiamate delle Furie Rosse ma lui stesso aveva preferito offrire il proprio contributo agli Azkals, per realizzare il desiderio della madre. Verso la fine del 2012 l'attaccante avvia così le pratiche per l'ottenimento della cittadinanza filippina, concludendole in tempo per le qualificazioni all'AFC Challenge Cup 2014. Accolto con ottimismo dall'allora Commissario Tecnico Michael Weiss, è incluso subito nella rosa della Nazionale.
Il debutto nella Nazionale filippina avviene il 24 marzo 2013 in Filippine-Cambogia 8-0, partita nella quale mette a segno anche una doppietta. I suoi contributi nel girone di qualificazione consentiranno agli Azkals di qualificarsi all'AFC Challenge Cup 2014, dove però non è convocato a causa degli impegni con il proprio club.
Ritorna nel giro della Nazionale solamente nel 2015 in occasione delle qualificazioni ai Mondiali 2018, traguardo tuttavia non raggiunto dalle Filippine.

## Statistiche

### Cronologia presenze e reti in nazionale
| Cronologia completa delle presenze e delle reti in nazionale ― Filippine | Cronologia completa delle presenze e delle reti in nazionale ― Filippine | Cronologia completa delle presenze e delle reti in nazionale ― Filippine | Cronologia completa delle presenze e delle reti in nazionale ― Filippine | Cronologia completa delle presenze e delle reti in nazionale ― Filippine | Cronologia completa delle presenze e delle reti in nazionale ― Filippine | Cronologia completa delle presenze e delle reti in nazionale ― Filippine | Cronologia completa delle presenze e delle reti in nazionale ― Filippine |
| Data                                                                     | Città                                                                    | In casa                                                                  | Risultato                                                                | Ospiti                                                                   | Competizione                                                             | Reti                                                                     | Note                                                                     |
| ------------------------------------------------------------------------ | ------------------------------------------------------------------------ | ------------------------------------------------------------------------ | ------------------------------------------------------------------------ | ------------------------------------------------------------------------ | ------------------------------------------------------------------------ | ------------------------------------------------------------------------ | ------------------------------------------------------------------------ |
| 24-03-2013                                                               | Manila                                                                   | Filippine                                                                | 8 – 0                                                                    | Cambogia                                                                 | Qual. AFC Challenge Cup 2014                                             | 2                                                                        |                                                                          |
| 26-03-2013                                                               | Manila                                                                   | Filippine                                                                | 1 – 0                                                                    | Turkmenistan                                                             | Qual. AFC Challenge Cup 2014                                             | -                                                                        |                                                                          |
| 05-03-2014                                                               | Dubai                                                                    | Azerbaigian                                                              | 1 – 0                                                                    | Filippine                                                                | Amichevole                                                               | -                                                                        |                                                                          |
| 11-06-2015                                                               | Bocaue                                                                   | Filippine                                                                | 2 – 1                                                                    | Bahrein                                                                  | Qual. Mondiali 2018                                                      | 1                                                                        |                                                                          |
| 16-06-2015                                                               | Doha                                                                     | Yemen                                                                    | 0 – 2                                                                    | Filippine                                                                | Qual. Mondiali 2018                                                      | -                                                                        |                                                                          |
| 03-09-2015                                                               | Manila                                                                   | Filippine                                                                | 2 – 0                                                                    | Maldive                                                                  | Amichevole                                                               | -                                                                        | 78’                                                                      |
| 08-09-2015                                                               | Bocaue                                                                   | Filippine                                                                | 1 – 5                                                                    | Uzbekistan                                                               | Qual. Mondiali 2018                                                      | -                                                                        |                                                                          |
| 12-11-2015                                                               | Manila                                                                   | Filippine                                                                | 0 – 1                                                                    | Yemen                                                                    | Qual. Mondiali 2018                                                      | -                                                                        |                                                                          |
| 24-03-2016                                                               | Tashkent                                                                 | Uzbekistan                                                               | 1 – 0                                                                    | Filippine                                                                | Qual. Mondiali 2018                                                      | -                                                                        |                                                                          |
| 29-03-2016                                                               | Manila                                                                   | Filippine                                                                | 3 – 2                                                                    | Corea del Nord                                                           | Qual. Mondiali 2018                                                      | -                                                                        |                                                                          |
| 22-03-2017                                                               | Manila                                                                   | Filippine                                                                | 0 – 0                                                                    | Malaysia                                                                 | Amichevole                                                               | -                                                                        | 71’                                                                      |
| 28-03-2017                                                               | Manila                                                                   | Filippine                                                                | 4 – 1                                                                    | Nepal                                                                    | Qual. Coppa d'Asia 2019                                                  | 1                                                                        |                                                                          |
| 13-06-2017                                                               | Dušanbe                                                                  | Tagikistan                                                               | 3 – 4                                                                    | Filippine                                                                | Qual. Coppa d'Asia 2019                                                  | 2                                                                        |                                                                          |
| 13-10-2018                                                               | Ar Rayyan                                                                | Filippine                                                                | 1 – 1                                                                    | Oman                                                                     | Amichevole                                                               | -                                                                        |                                                                          |
| 07-01-2019                                                               | Dubai                                                                    | Corea del Sud                                                            | 1 – 0                                                                    | Filippine                                                                | Coppa d'Asia 2019 - 1º turno                                             | -                                                                        |                                                                          |
| 11-01-2019                                                               | Abu Dhabi                                                                | Filippine                                                                | 0 – 3                                                                    | Cina                                                                     | Coppa d'Asia 2019 - 1º turno                                             | -                                                                        |                                                                          |
| 16-01-2019                                                               | Dubai                                                                    | Kirghizistan                                                             | 3 – 1                                                                    | Filippine                                                                | Coppa d'Asia 2019 - 1º turno                                             | -                                                                        |                                                                          |
| 07-06-2019                                                               | Canton                                                                   | Cina                                                                     | 2 – 0                                                                    | Filippine                                                                | Amichevole                                                               | -                                                                        |                                                                          |
| 05-09-2019                                                               | Bacolod                                                                  | Filippine                                                                | 2 – 5                                                                    | Siria                                                                    | Qual. Mondiali 2022                                                      | 1                                                                        |                                                                          |
| Totale                                                                   |                                                                          | Presenze                                                                 | 19                                                                       |                                                                          | Reti                                                                     | 7                                                                        |                                                                          |

## Palmarès

### Club

#### Competizioni nazionali
- Campionato thailandese: 3

Buriram United: 2013, 2014, 2015
- Thai FA Cup: 2

Buriram United: 2013, 2015
- Thai League Cup: 2

Buriram United: 2013, 2015
- Kor Royal Cup: 3

Buriram United: 2013, 2014, 2015

#### Competizioni internazionali
- Mekong Club Championship: 1

Buriram United: 2015